# Clay Clement
Pour les articles homonymes, voir Clément (patronyme).
Clay Clement Jr. (nom de scène de Claudius Geiger), né le 19 mai 1888 à Lebanon (comté de Warren, Ohio) et mort le 20 octobre 1956 à Watertown (comté de Jefferson, État de New York), est un acteur américain.

## Biographie

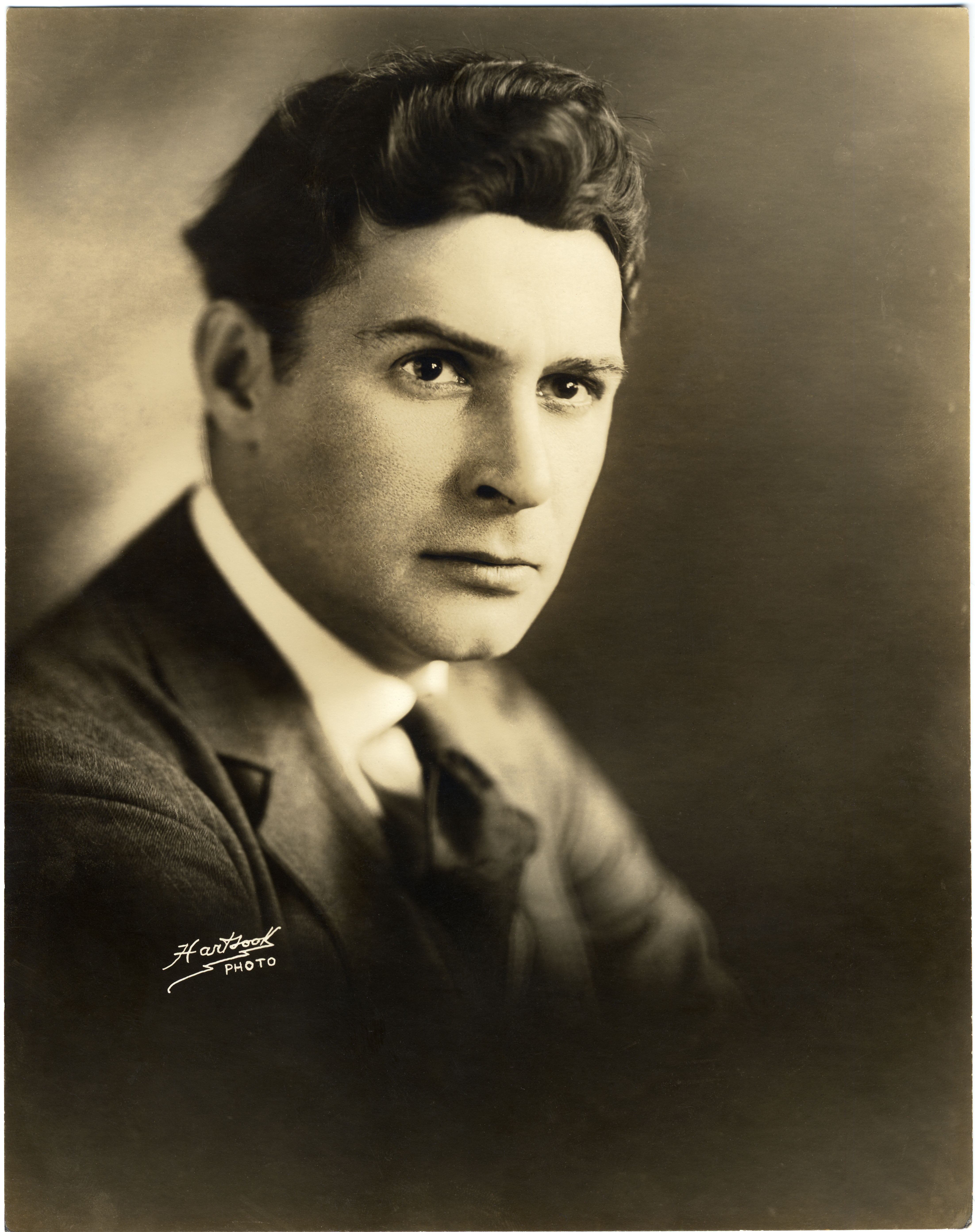
Dans les années 1920

Fils de l'acteur Clay Clement Sr. (né Clement Laird Geiger, 1863-1910), Clay Clement Jr., comme son père, fait carrière au théâtre et débute à Broadway (New York) dans The Dollar Mark de George Broadhurst (en) (1909, avec Robert Warwick et Hassard Short). Là, suivent dix-huit autres pièces, dont Au premier de ces messieurs d'André Mouëzy-Éon et Yves Mirande (1927, avec Vivien Oakland et Lee Patrick) et The Great Big Doorstep de Frances Goodrich et Albert Hackett (1942, avec Louis Calhern et Dorothy Gish). Sa dernière pièce à Broadway est La Conversion du capitaine Brassbound (en) de George Bernard Shaw (1950-1951, avec John Archer et Edna Best).
Toujours à Broadway, s'ajoutent trois comédies musicales, Rosalie (en) sur une musique de George Gershwin et Sigmund Romberg (1928, avec Marilyn Miller et Frank Morgan), Nina Rosa sur une musique de Sigmund Romberg (1930-1931) et enfin, High Button Shoes (en) sur une musique de Jule Styne (1947-1949, avec Nanette Fabray et Phil Silvers).
Au cinéma, il apparaît d'abord dans huit films muets, les six premiers sortis en 1918 (dont Le Démon de l'or (en) de Fred Kelsey, avec Kitty Gordon et Frank Mayo), les deux suivants en 1919.
Accaparé par le théâtre, il ne revient au grand écran qu'après le passage au parlant, d'abord dans un court métrage sorti en 1930. Suivent quatre-vingt-deux autres films américains (où parfois il n'est pas crédité), dont Princesse Nadia de Stuart Walker (1933, avec Claudette Colbert et Fredric March), Rosalie de W. S. Van Dyke (adaptation de la comédie musicale éponyme précitée, 1937, avec Nelson Eddy et Eleanor Powell) et le western Le Premier Rebelle de William A. Seiter (1939, avec John Wayne et Claire Trevor). Son dernier film est Boomerang ! d'Elia Kazan (1947, avec Dana Andrews et Jane Wyatt).
Ensuite, pour la télévision américaine, il contribue à six séries entre 1949 et 1954, dont Studio One (un épisode, 1950).
Clay Clement Jr. meurt en 1956, à 68 ans.

## Théâtre à Broadway (intégrale)
(pièces, sauf mention contraire)

Clay Clement, Gilda Leary, Edmund Elton et Joseph R. Garry (de g.à d.), dans Shipwrecked (Broadway, 1924)

- 1909 : The Dollar Mark de George Broadhurst (en) : rôle non spécifié
- 1917 : Anthony in Wonderland de Monckton Hoffe : rôle non spécifié
- 1918 : The Indestructible Wife de Fanny et Frederic Hatton : rôle non spécifié
- 1924 : Shipwrecked de Langdon McCormick : Steve Calvin
- 1927 : Savages Under the Skin d'Harry L. Foster et Wynn Proctor : Prince Hadi
- 1927 : Au premier de ces messieurs (The Matrimonial Bed) d'André Mouëzy-Éon et Yves Mirande, adaptation de Seymour Hicks : Dr Baudin
- 1928 : Rosalie (en), comédie musicale produite par Florenz Ziegfeld, musique de George Gershwin et Sigmund Romberg, lyrics d'Ira Gershwin et P. G. Wodehouse, livret de Guy Bolton et William Anthony McGuire, mise en scène de ce dernier, décors de Joseph Urban : Capitaine Banner[3]
- 1929 : The House of Fear de Wall Spence : Morton
- 1930-1931 : Nina Rosa, comédie musicale, musique de Sigmund Romberg, lyrics d'Irving Caesar, livret d'Otto Harbach, costumes d'Orry-Kelly : Don Fernando
- 1931 : Washington Heights de Vincent Lawrence : Joe Boley
- 1936-1937 : Reflected Glory de (et mise en scène par) George Kelly : M. Hanlon
- 1940 : Cue for Passion d'Edward Chodorov et Hy S. Kraft, mise en scène d'Otto Preminger : Marvin A. Mallett
- 1942 : Lily of the Valley de (et mise en scène par) Ben Hecht : Lieutenant Balboa
- 1942 : The Walking Gentleman de George Perkins et Fulton Oursler, mise en scène de Marion Gering : Savage
- 1942 : The Great Big Doorstep de Frances Goodrich et Albert Hackett, production et mise en scène d'Herman Shumlin, décors d'Howard Bay : Dewey Crochet
- 1943 : Apology de Charles Schnee, production et mise en scène de Lee Strasberg : M. Warner / M. Downing
- 1945 : The Assassin d'Irving Shaw, mise en scène de Martin Gabel, décors de Boris Aronson : Général Mousset
- 1945-1946 : The Rugged Path de Robert E. Sherwood, mise en scène de Garson Kanin, décors et lumières de Jo Mielziner : Colonel Rainsford
- 1947-1949 : High Button Shoes (en), comédie musicale, musique de Jule Styne, lyrics de Sammy Cahn, livret de Stephen Longstreet, mise en scène de George Abbott, chorégraphie de Jerome Robbins, décors d'Oliver Smith : Général Longstreet
- 1948 : Joy in the World d'Allan Scott, mise en scène de Jules Dassin : John V. Hopper
- 1949 : Gayden de Mignon et Robert McLaughlin : Dr Ned Whitaker
- 1950-1951 : La Conversion du capitaine Brassbound (en) (Captain Brassbound's Conversion) de George Bernard Shaw, mise en scène de Morton DaCosta : Sir Howard Hallam

## Filmographie partielle

### Cinéma

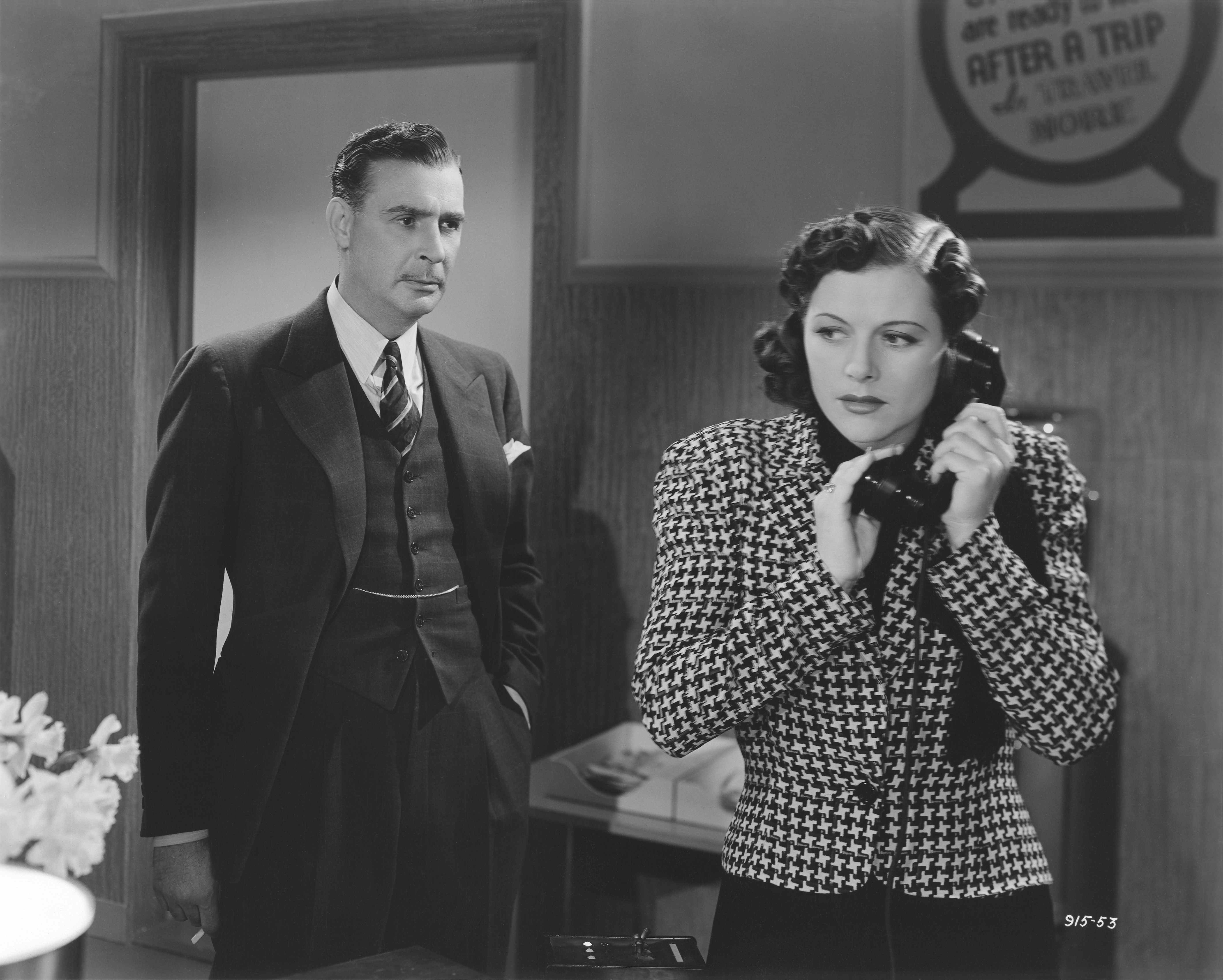
Avec Irene Hervey, dans Society Smugglers (1939)

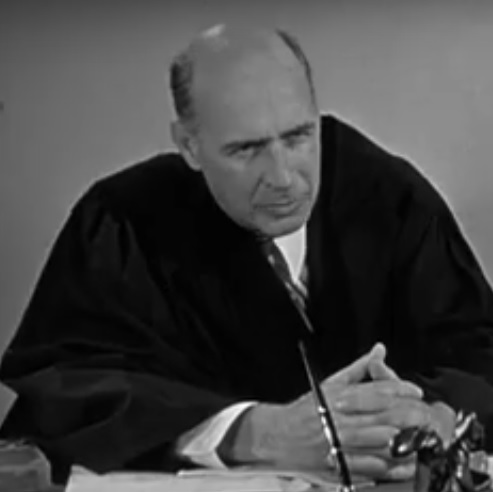
Dans Boomerang ! (1947)

- 1918 : Le Démon de l'or (en) (The Purple Lily) de Fred Kelsey : Frank Farnsworth
- 1918 : Le Vol du bambin (Stolen Honor) de Richard Stanton : Robert Macklin
- 1918 : The Heart of a Girl (en) de John G. Adolfi : J. Drake
- 1919 : The Steel King d'Oscar Apfel : Arthur Whipple
- 1919 : Forest Rivals d'Harry O. Hoyt : Jean Dubois
- 1932 : Evenings for Sale de Stuart Walker : Von Trask
- 1932 : Manhattan Tower de Frank R. Strayer : Kenneth Burns
- 1933 : L'affaire se complique (Hard to Handle) de Mervyn LeRoy : le premier agent fédéral
- 1933 : Princesse Nadia (Tonight Is Ours) de Stuart Walker : Seminoff
- 1933 : The Past of Mary Holmes d'Harlan Thompson et autre : G. K. Ethridge
- 1933 : Le Roi de la chaussure (The Working Man) de John G. Adolfi : Atkinson
- 1933 : Le Baiser devant le miroir (The Kiss Before the Mirror) de James Whale : un journaliste au procès
- 1933 : Hold Me Tight de David Butler : Blair
- 1933 : Bureau des personnes disparues (Bureau of Missing Persons) de Roy Del Ruth : Burton C. Kingman
- 1933 : The World Changes de Mervyn LeRoy : Lieutenant-colonel George Armstrong Custer
- 1933 : L'Irrésistible (Son of a Sailor) de Lloyd Bacon : Blanding
- 1934 : Wonder Bar de Lloyd Bacon et Busby Berkeley : un homme d'affaires
- 1934 : Journal of a Crime de William Keighley : un inspecteur
- 1934 : L'Homme de quarante ans (Upperworld) de Roy Del Ruth : un médecin-examinateur
- 1934 : L'Introuvable (The Thin Man) de W. S. Van Dyke : Quinn
- 1934 : Les Nuits de New York (Now I'll Tell) d'Edwin J. Burke : un amateur de combat
- 1934 : Madame du Barry (titre original) de William Dieterle : un noble à la réunion du duc de Choiseul
- 1934 : Le Cabochard (The St. Louis Kid) de Ray Enright : un homme armé au Flora's
- 1935 : Streamline Express de Leonard Fields : John Bradley
- 1935 : Ne pariez pas sur les blondes (Don't Bet on Blondes) de Robert Florey : T. Everett Markham
- 1935 : Dinky de D. Ross Lederman et Howard Bretherton : Gerald Standish
- 1935 : L'Évadée (Woman Wanted) de George B. Seitz : un homme de main de Smiley
- 1935 : On a volé les perles Koronoff (Whipsaw) de Sam Wood : Harry Ames
- 1936 : C'était inévitable (It Had to Happen) de Roy Del Ruth : McCloskey
- 1936 : Two Against the World de William C. McGann : M. Banning
- 1936 : Sa femme et sa secrétaire (Wife vs. Secretary) de Clarence Brown : Herbert Herb
- 1936 : Le Grand Ziegfeld (The Great Ziegfeld) de Robert Z. Leonard : Jack
- 1936 : Le Premier Né (The First Baby) de Lewis Seiler : l'obstétricien
- 1937 : Rosalie de W. S. Van Dyke : Capitaine Banner
- 1938 : Un cheval sur les bras (Straight, Place and Show) de David Butler : Carter
- 1938 : L'Évadé d'Alcatraz (King of Alcatraz) de Robert Florey : Fred Cateny
- 1939 : Star Reporter d'Howard Bretherton : Whittaker
- 1939 : À chaque aube je meurs (Each Dawn I Die) de William Keighley : l'avocat de Stacey
- 1939 : Society Smugglers (en) de Joe May : Anthony Harrison
- 1939 : Les Fantastiques Années 20 (The Roaring Twenties) de Raoul Walsh : Bramfield
- 1939 : Le Premier Rebelle (Allegheny Uprising) de William A. Seiter : John Penn
- 1940 : Teddy, the Rough Rider de Ray Enright (court métrage) : Avery D. Andrews
- 1947 : Boomerang ! (Boomerang) d'Elia Kazan : le juge Tate

### Télévision
- 1950 : Studio One (série), saison 2, épisode 34 La Chambre du dessus (The Room Upstairs) : rôle non spécifié

### Autres liens externes
- Ressources relatives à l'audiovisuel :   - AllMovie
  - IMDb
- Ressource relative au spectacle :   - Internet Broadway Database